# Parafia św. Józefa w Janowicach
Parafia św. Józefa w Janowicach – parafia rzymskokatolicka znajdująca się w Janowicach, w kraju morawsko-śląskim w Czechach. Należy do dekanatu Frydek diecezji ostrawsko-opawskiej.

## Historia
W 1889 wybudowano tu kościół w stylu neogotyckim, jako filialny parafii w Skalicy. W 1895 była tu już samodzielna parafia.
Po I wojnie światowej Janowice znalazły się w granicach Czechosłowacji, wciąż jednak podległe były diecezji wrocławskiej, pod zarządem specjalnie do tego powołanej instytucji zwanej: Knížebiskupský komisariát niský a těšínský. W 1939 jako jedna z 17 parafii archidiecezji wrocławskiej pozostała w granicach Protektoratu Czech i Moraw. W 1947 obszar ten wyjęto ostatecznie spod władzy biskupów wrocławskich i utworzono Apostolską Administraturę w Czeskim Cieszynie, podległą Watykanowi. W 1978 obszar Administratury podporządkowany został archidiecezji ołomunieckiej. W 1996 wydzielono z archidiecezji ołomunieckiej nową diecezję ostrawsko-opawską.